# Picea likiangensis var. rubescens
Picea likiangensis var. rubescens Rehder & E.H.Wilson, 1914, è una varietà naturale di P. likiangensis appartenente alla famiglia delle Pinaceae, endemica del sud del Qinghai, del sud-est del Xizang e dell'ovest del Sichuan, in Cina.

## Etimologia
Il nome generico Picea, utilizzato già dai latini, potrebbe, secondo un'interpretazione etimologica, derivare da Pix picis = pece, in riferimento all'abbondante produzione di resina. Il nome specifico likiangensis fa riferimento al Lijiang Shan, massiccio montuoso nella prefettura di Lijiang, zona dove la specie venne rinvenuta e collezionata per la prima volta. L'epiteto rubescens deriva dal latino (rúbeo = rosseggiare, essere rosso) in riferimento al colore rossastro dei coni.

## Descrizione
I ramoscelli del primo anno, di colore arancione o marrone-rossastro, sono ricoperti di densa peluria. Gli aghi, spessi 1,5-2 mm, hanno 3-4 linee di stomi su entrambe le pagine. I coni femminili, lunghi 4-8 cm e larghi 3-4 cm, sono inizialmente di colore rosso-marrone o nero-porpora, poi a maturità di colore marrone, rossastro o nero-marrone.

## Tassonomia
Recentemente Jean Hoch (2019) sostiene che esistono differenze tassonomiche molto chiare tra questa varietà e Picea sikangensis (che la quasi totalità degli autori considera sinonimo), tali da considerare quest'ultimo un taxon distinto.

### Sinonimi
Sono riportati i seguenti sinonimi:
- Picea balfouriana Rehder & E.H.Wilson
- Picea balfouriana f. bicolor S.Chen
- Picea likiangensis subsp. balfouriana (Rehder & E.H.Wilson) Rushforth
- Picea likiangensis subsp. rubescens (Rehder & E.H.Wilson) Silba
- Picea purpurea var. balfouriana (Rehder & E.H.Wilson) Silba
- Picea purpurea subsp. balfouriana (Rehder & E.H.Wilson) Silba
- Picea sikangensis W.C.Cheng
- Tsuga balfouriana (Rehder & E.H.Wilson) W.R.McNab

## Distribuzione e habitat
Cresce in alta montagna a quote comprese tra 2900 e 4100 m, in foreste miste di conifere.

## Conservazione
Varietà la cui popolazione ha avuto una riduzione stimata pari al 30 % negli ultimi 75 anni, causata da deforestazione e difficoltà di rigenerazione causa pastorizia intensiva. Per questi motivi è classificata come specie vulnerabile (VU) nella Lista rossa IUCN.